# Pikárdia
Pikárdia (franciául és pikárdul Picardie) Franciaország egyik régiója volt 2015. végéig, három megyéje Aisne, Oise és Somme. 2016. január 1-jén Pikárdia és Nord-Pas-de-Calais egyesült, mindkettő az újonnan alakult Hauts-de-France közigazgatási régió része lett.

## A név eredete
A Picardie szó eredete se nem földrajzi, se nem történelmi. A szó először 1248-ban bukkant fel, a picard, azaz piocheur szó származékaként. A párizsiak piocheur-nek nevezték mindazokat a földműveseket, akik Senlis és Valois erdős területeitől északra éltek. Franciaország északi részén viszont pikárdoknak nevezték mindazokat, akik nem beszéltek flamand nyelven: Arras, Boulogne-sur-Mer, Calais és Tournai voltak a pikárd városok; az idevaló diákok alkották Párizsban és Orléans-ban a „Pikárd Nemzet”-et.

## Története

Pikárdia a 18. században

A régi Pikárdia határai nem felelnek meg a régiót alkotó mai három megyének. A régi Pikárdiához csak Somme, Oise északkeleti része és Aisne északi része tartozott, azonban magába foglalta Pas-de-Calais parti területeit is. Oise megye területének nagyobb része a francia korona birtoka volt. Aisne megyéből a Soissonnais szintén a koronához tartozott, a többi pedig Champagne hercegség része volt. A régió többi része, beleértve Oise északkeleti részét is, a noyoni érsekségé volt.
Az ókorban a gall háborúk idején ezen a területen éltek a belgák.
843-ban a verduni szerződés során Pikárdia a Francia Királyság része lett. Utóbb az északi részt Burgundia foglalta el, majd Flandriával együtt a spanyolok hódították meg. A Szent Bertalan éjszakája (1572) idején Henri d'Orléans-Longueville kormányzó megakadályozta a protestánsok lemészárlását. A Katolikus Liga háborújának kezdetén Guillaume de Montmorency-Thoré példája, aki 1589-ben bevette Senlis-t, arra késztette a pikárdiai nemeseket, hogy beálljanak a királyi seregbe., amikor III. Henriknek már gyakorlatilag nem voltak támogatói.
Az első- és második világháborúban Pikárdia csaták helyszíne volt.

## Kultúra
A déli rész kivételével a pikárd nyelvet beszélik. A pikárd nyelv a 13. században élte fénykorát: akkor nemcsak Pikárdiában beszélték, hanem a jelenlegi Pas-de-Calais régióban (Dunkerque kivételével), Hainaut egyes részein és Tournai környékén is. A 19. század elejétől kezdődően a pikárd nyelv használata visszaszorult Beauvais, Noyon, Vervins déli részein, de még az 1970-es és 1980-as években is fennmaradt, még a városokban is. Ma kb. 700 ezer beszélője van, de legtöbb kétnyelvűségben él. Azok, akik első nyelvként beszélik a pikárdot, többnyire 50 év felettiek.
A pikárd nyelv a franciához hasonlóan az oïl nyelvek csoportjába tartozik az újlatin nyelvcsaládon belül, viszont számos tényező különbözteti meg a franciától, ami miatt a csak francia beszélők igen nehezen értik a pikárdot. A pikárd nyelvben nincs a franciára jellemző [k] palatalizáció, emiatt az olyan szavakat, mint a chef a pikárd nyelvben kief-nek ejtik. Pikárd eredetű kifejezés a kabaré vagy a kamera.

## Pikárdiához kötődő híres személyek
- Gracchus Babeuf utópista kommunista forradalmár
- Paul Claudel költő és diplomata
- Jean-Antoine-Nicolas de Caritat, Condorcet márkija, filozófus, matematikus és politikus
- id. Alexandre Dumas író
- Antoine Galland orientalista
- Jean de La Fontaine költő
- Jean-Baptiste de Lamarck biológus
- Henri Matisse festő
- Jean Racine író
- Jules Verne író

## Fordítás
- Ez a szócikk részben vagy egészben  a   Picardie című francia Wikipédia-szócikk ezen változatának fordításán alapul.  Az eredeti cikk szerkesztőit annak laptörténete sorolja fel. Ez a jelzés csupán a megfogalmazás eredetét és a szerzői jogokat jelzi, nem szolgál a cikkben szereplő információk forrásmegjelöléseként.